# 垂柳
垂柳（学名：Salix babylonica）是杨柳科柳属的植物。别名“垂枝柳”、“倒挂柳”、“倒插杨柳”。原产于中国北方，后沿着丝绸之路传到欧洲和亚洲其他地区。

## 形态
落叶乔木，高可达18米，胸径1米，树冠倒广卵形，小枝细长下垂；披针形或线状披针形叶片，有锯齿；早春先叶开花，雌雄异株，葇荑花序直立；蒴果，种子小，有白色丝状长毛。

## 分布
多生于道旁及水边，是平原水边常见树种。

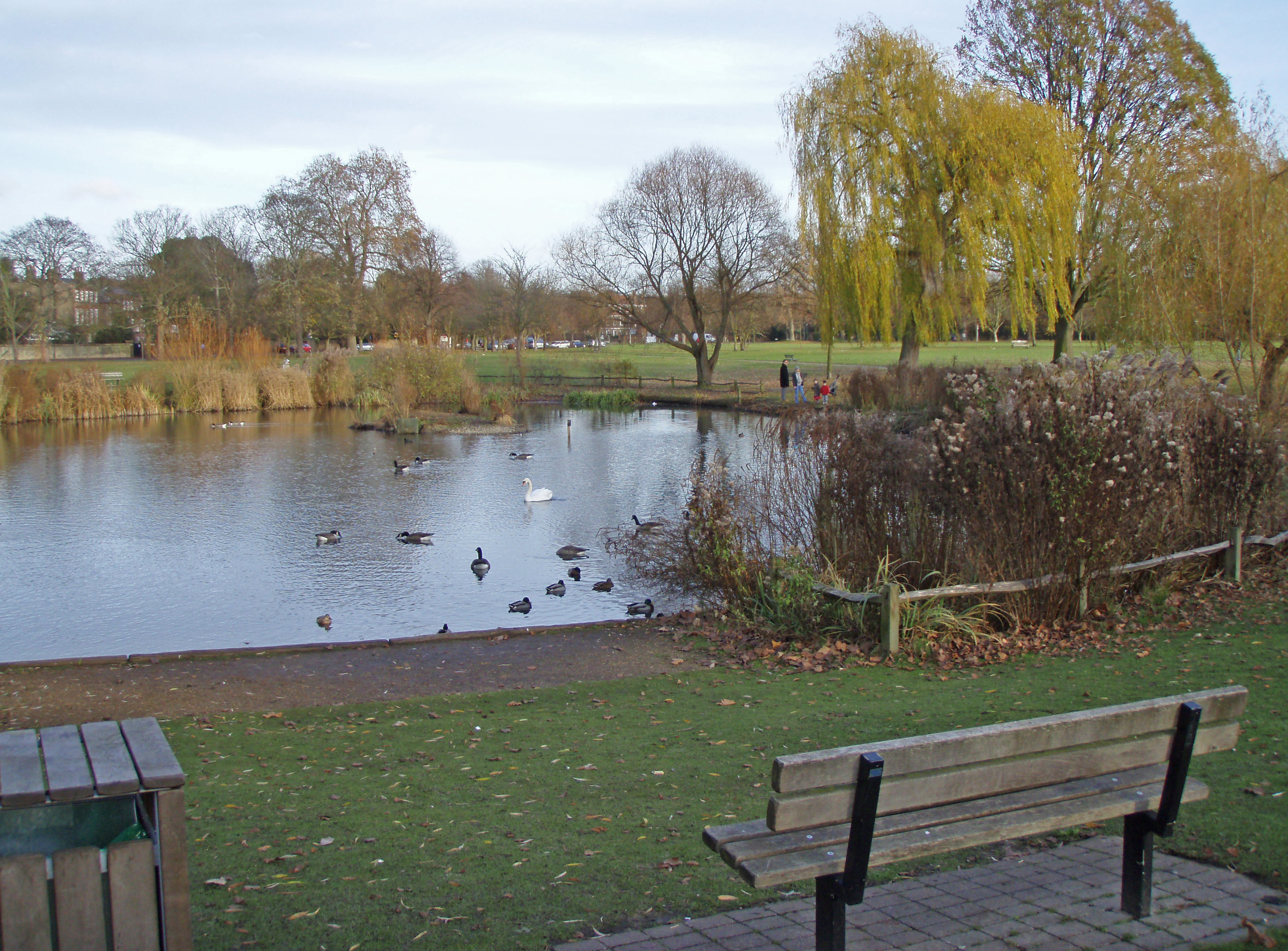
秋季金黃的柳葉，攝於倫敦Ham Pond
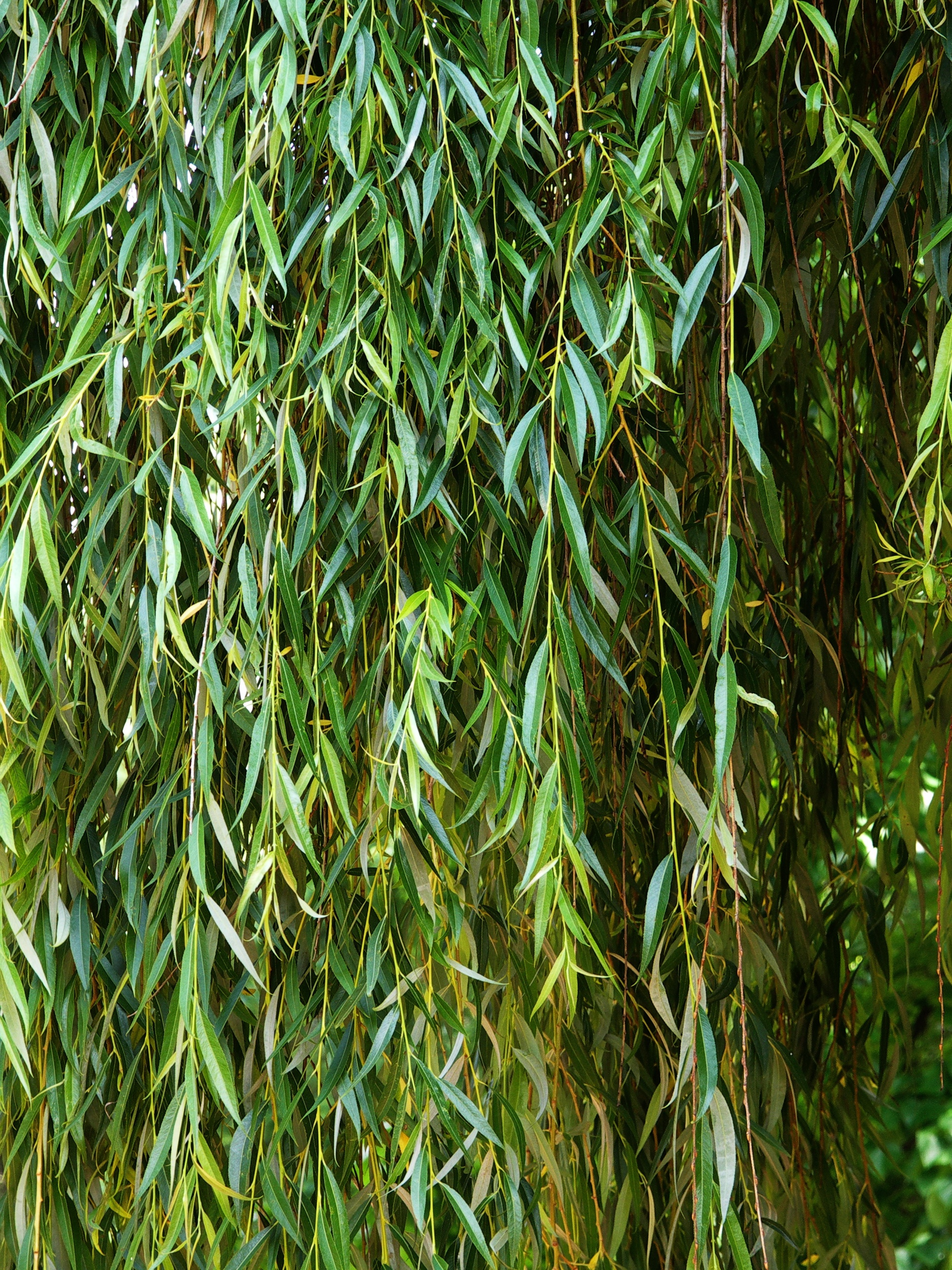
柳叶

## 文化意义
在中亚热带、北亚热带、暖温带、中温带和高原温带地区的寺庙中常种植垂柳，作为中国无忧花的替代树种，以表达佛教的无忧之意。

## 外部連結
- （繁體中文）（英文） 垂柳 Chuiliu（页面存档备份，存于） 藥用植物圖像資料庫 (香港浸會大學中醫藥學院)